# ألان غوردون
ألان غوردون (بالإنجليزية: Alan Gordon)‏ مواليد 16 أكتوبر 1981 في لونغ بيتش، الولايات المتحدة. هو لاعب كرة قدم أمريكي يلعب كمهاجم، شارك في 208 مباريات وسجل 56 هدف.

## المسيرة الاحترافية
- منتخب الولايات المتحدة لكرة القدم

### أندية لعب لها
- لوس أنجلوس غلاكسي
- نادي تورونتو
- نادي شيفاز يو إس أي
- سان خوسيه إيرثكويكس

## روابط خارجية
- ألان غوردون على موقع الاتحاد الدولي (مؤرشف)  (الإنجليزية)
- ألان غوردون على موقع الدوري الأمريكي (الإنجليزية)
- ألان غوردون على موقع قاعدة بيانات كرة القدم.إي يو (الإنجليزية)
- ألان غوردون على موقع ناشيونال فوتبول تيمز (الإنجليزية)
- ألان غوردون على موقع Soccerbase.com (لاعب) (الإنجليزية)
- ألان غوردون على موقع Soccerway.com (الإنجليزية)
- ألان غوردون على موقع عالم كرة القدم.نت (الإنجليزية)
- ألان غوردون على موقع AS.com (الإسبانية)